# George Dzundza
George F. Dzundza (Rosenheim, 19 juli 1945) is een in Duitsland geboren Amerikaans acteur.

## Biografie
Dzundza (spreek uit als ZUHN-zuh) is een kind van een Oekraïense vader en een Poolse moeder die dwangarbeid hebben moeten verrichten onder het regime van nazi-Duitsland. Na de Tweede Wereldoorlog emigreerde hij met zijn familie naar Amsterdam om in 1956 naar de Verenigde Staten te emigreren. Hier ging hij studeren aan de St. John's University in New York en studeerde af in theaterkunst. Later heeft hij het Amerikaanse staatsburgerschap gekregen.
Dzundza begon met acteren in 1974 met de televisieserie Kung Fu. Hierna heeft hij nog meerdere rollen gespeeld in televisieseries en films zoals The Deer Hunter (1978), Open All Night (1981-1982), Best Defense (1984), The Beast of War (1988), Law & Order (1990-1991), Basic Instinct (1992), Dangerous Minds (1995), Instinct (1999) en Grey's Anatomy (2005-2007). Een pikant detail is dat Dzundza een rol speelde als de Amerikaanse nazileider Frank Collin in de film Skokie. Collin bleek later wel van Joodse komaf te zijn.
Dzundza is in 1980 getrouwd en ze hebben samen drie kinderen.

## Filmografie

### Films
Selectie:
- 2006 Superman: Brainiac Attacks – als Perry White (stem) – animatiefilm
- 1999 Instinct – als Dr. John Murray
- 1998 Species II – als kolonel Carter Burgess Jr.
- 1998 Batman & Mr. Freeze: SubZero – als Dr. Gregory Belson (stem) – animatiefilm
- 1995 Dangerous Minds – als Hal Griffith
- 1995 Crimson Tide – als chef van de boot
- 1992 Basic Instinct – als Gus
- 1990 White Hunter Black Heart – als Paul Landers
- 1988 The Beast of War – als Daskal
- 1987 No Man's Land – als ome Mike
- 1987 No Way Out – als Sam Hesselman
- 1986 No Mercy – als kapitein Stemkowski
- 1984 Best Defense – als Steve Loparino
- 1986 Streamers – als Cokes
- 1981 Honky Tonk Freeway – als Eugene
- 1979 Salem's Lot – als Cully Sawyer - miniserie
- 1978 The Deer Hunter – als John

### Televisieseries
Uitgezonderd eenmalige gastrollen.
- 2005 – 2007 Grey's Anatomy – als Harold O'Mailey – 7 afl.
- 2002 – 2005 Hack – als Tom Grzelak – 22 afl.
- 1998 – 1999 Jesse – als John Warner Sr. – 22 afl.
- 1996 – 1999 Superman: The Animated Series – als Perry White (stem) – 11 afl. – animatieserie
- 1992 – 1995 Batman: The Animated Series – als diverse stemmen – 7 afl. – animatieserie.
- 1990 – 1991 Law & Order – als inspecteur Max Greevey – 22 afl.
- 1981 – 1982 Open All Night – als Gordon Feester – 12 afl.
- 1979 – 1980 Young Maverick – als Clem – 2 afl.
- 1975 Grady – als George Kosinski – 2 afl.

### Computerspellen
- 2009 Batman: Arkham Asylum - als Scarface (stem)
- 2004 ShellShock: Nam '67 - als Platt (stem)
- 2002 Superman: Shadow of Apokolips - als Perry White (stem)

- Bibsys: 9014145
- Biblioteca Nacional de España: XX1296760
- Bibliothèque nationale de France: cb139877410 (data)
- Gemeinsame Normdatei: 1078124353
- International Standard Name Identifier: 0000 0000 5934 4618
- Library of Congress Control Number: n87836611
- Nationale Bibliotheek van Tsjechië: xx0159608
- Nationale Bibliotheek van Israël: 987007435355905171
- Nationale Bibliotheek van Polen: a0000001653480
- Nederlandse Thesaurus van Auteursnamen: 073609331
- SNAC: w6km07nq
- Système universitaire de documentation: 069214905
- Virtual International Authority File: 12500633
- WorldCat: E39PBJtRGw3tqhjcc67kJXg7pP